# Uniwersytet Medyczny im. Piastów Śląskich we Wrocławiu
Uniwersytet Medyczny im. Piastów Śląskich we Wrocławiu – szkoła wyższa o profilu medycznym z siedzibą we Wrocławiu, i filii w Wałbrzychu, zajmująca się kształceniem lekarzy różnych specjalności oraz szeroko pojętego personelu medycznego (farmaceutów, diagnostów laboratoryjnych, ratowników medycznych, dietetyków, pielęgniarki, położne, fizjoterapeutów, elektroradiologów, menedżerów ochrony zdrowia i in.), prowadząca działalność dydaktyczną, naukową i kliniczną.
Według webometrycznego rankingu uniwersytetów świata z lipca 2021, opracowanego przez hiszpańskie Consejo Superior de Investigaciones Científicas uczelnia zajmuje w Polsce 22, a na świecie 1574 miejsce pośród wszystkich typów uczelni.

## Historia

### Wydział Lekarski Uniwersytetu Wrocławskiego
Tradycje Uniwersytetu Medycznego sięgają co najmniej 1811, kiedy to w wyniku przeniesienia z Frankfurtu nad Odrą do Wrocławia Uniwersytetu Viadrina i połączenia z miejscową Akademią Leopoldyńską (nieposiadającą wydziału medycznego), powstał dzisiejszy Uniwersytet Wrocławski. Wśród 5 wydziałów znalazł się we Wrocławiu Wydział Medyczny, de facto przeniesiony z Frankfurtu na czele z jego dziekanem prof. dr Karlem Berendsem, który w 1811 otrzymał godność rektora Królewskiego Uniwersytetu we Wrocławiu. Dzięki temu można przesunąć początki uczelni aż do 1506, kiedy utworzono czterowydziałowy (z medycyną) uniwersytet frankfurcki.
Na mocy dekretu Rady Ministrów z 24 sierpnia 1945 przekształcono z dniem 19 września 1945 przekształcono niemieckie uczelnie we Wrocławiu w polskie państwowe szkoły akademickie: Uniwersytet Wrocławski i Politechnikę Wrocławską. Jednym z 6 wydziałów Uniwersytetu był Wydział Lekarski z Oddziałem Farmaceutycznym. Pierwszy wykład na Wydziale Lekarskim (w sali bez szyb) 6 września 1945 wygłosił prof. Ludwik Hirszfeld dla licznie zgromadzonych studentów. Jego tematem były nowoczesne prądy w bakteriologii. Pierwszym dziekanem Wydziału Lekarskiego został prof. dr hab. Ludwik Hirszfeld.
W roku akademickim 1945/1946 Wydział Lekarski posiadał 26 katedr (w tym 3 na Oddziale Farmaceutycznym), którymi kierowało 21 profesorów i docentów, przybyłych w większości z Uniwersytetu Jana Kazimierza we Lwowie. Przyjęto 529 studentów, w tym 444 na pierwsze 3 lata nauczania medycyny i 85 na pierwszy rok nauczania farmacji. Uczelniana biblioteka została założona w 1946 roku.

### Samodzielna uczelnia medyczna
Założenie z dniem 1 stycznia 1950 Akademii Lekarskiej we Wrocławiu i jednoczesne „zwinięcie” Wydziału Lekarskiego na Uniwersytecie Wrocławskim nastąpiło na mocy rozporządzenia Rady Ministrów z 24 października 1949, tworzącego 6 samodzielnych uczelni medycznych na bazie wydziałów 6 uniwersytetów.
Akademia Lekarska jeszcze w 1950 zmieniła nazwę na Akademia Medyczna we Wrocławiu, przekształcając wkrótce Oddział Farmaceutyczny w osobny, drugi wydział. W pierwszym roku samodzielnego istnienia Akademia posiadała 36 katedr i 3 zakłady zatrudniające 23 profesorów, 5 docentów i 8 zastępców profesora.
W latach 1970–1972 wprowadzono nową organizację szkół wyższych w Polsce. W Akademii Medycznej we Wrocławiu powołano 12 instytutów (10 na Wydziale Lekarskim i 2 na Wydziale Farmaceutycznym), które objęły dotychczasowe katedry. W roku akademickim 1979/1980 Akademia miała 3 wydziały: Wydział Lekarski z Oddziałem Stomatologicznym, Wydział Farmaceutyczny z Oddziałem Analityki Medycznej i nowo utworzony Wydział Pielęgniarski. W skład tych wydziałów wchodziło 13 instytutów obejmujących 43 zakłady, 37 klinik i 12 samodzielnych pracowni. Akademia zatrudniała 43 profesorów, 101 docentów i 844 pomocniczych pracowników naukowych. W 1981 rozwiązano instytuty, przywracając poprzednią strukturę opartą na katedrach.
W czerwcu 1992 w Uczelni utworzono Wydział Lekarski Kształcenia Podyplomowego. W ramach tego Wydziału w styczniu 1994 powstał Zakład Medycyny Rodzinnej. W marcu 1994 Minister zdrowia i Opieki Społecznej powołał na bazie Zakładu Medycyny Rodzinnej Regionalny Ośrodek Kształcenia Lekarza Rodzinnego obejmujący zasięgiem województwa: jeleniogórskie, legnickie, wałbrzyskie, wrocławskie i zielonogórskie.
Równolegle z działalnością dydaktyczną AM rozwija działalność naukową i kliniczną. W wielu dziedzinach uzyskano znakomite wyniki. W dniu 12 lutego 1958 roku prof. Wiktor Bross wykonał pierwszą w Polsce operację na otwartym sercu, a 31 marca 1966 pierwszą operację przeszczepienia nerki od żywego dawcy. Były to wówczas osiągnięcia o znaczeniu europejskim. III Klinika Chirurgii, kierowana przez prof. Zdzisława Jeziorę, w latach sześćdziesiątych i siedemdziesiątych wyspecjalizowała się w operacjach wytwórczych przełyku, uzyskując czołowe miejsce w kraju. Ponadto prace z zakresu mikrobiologii (Ludwik Hirszfeld), biochemii i enzymologii (Zygmunt Albert, Tadeusz Baranowski, Edward Szczeklik, M. Orłowski i A. Szewczuk), w ektrokardiografii przestrzennej (H. i Z. Kowarzykowie), bakteriologii (Stefan Ślopek), patologii ciąży i płodu (Hanna Hirszfeldowa), chirurgii doświadczalnej (Wiktor Bross), chemii leków (Bogusław Bobrański) zostały wyróżnione nagrodami państwowymi.
Obecnie Uniwersytet Medyczny uczestniczy w wielu badaniach dotyczących najważniejszych potrzeb kraju i regionu w zakresie ochrony zdrowia i ochrony środowiska. Jest największym ośrodkiem specjalistycznego leczenia chorych z województwa dolnośląskiego, opolskiego i lubuskiego. Od wielu lat uczelnia współpracuje też z przemysłem dolnośląskim, szczególnie istotne są badania dotyczące stanu zdrowia populacji zagłębia węglowego w województwie wałbrzyskim i zagłębia miedziowego w województwie legnickim. Prace te mają istotne znaczenie w profilaktyce chorób zawodowych i popularyzacji ochrony środowiska. W dniu 10 sierpnia 2012 prezydent Bronisław Komorowski podpisał ustawę o nadaniu Akademii Medycznej im. Piastów Śląskich we Wrocławiu nazwy Uniwersytet Medyczny im. Piastów Śląskich we Wrocławiu z datą wejścia w życie 25 sierpnia 2012 roku.

### Zmiany nazwy uczelni
- Akademia Lekarska we Wrocławiu (od 1 stycznia 1950)[7]
- Akademia Medyczna we Wrocławiu (od 23 marca 1950)[14]
- Akademia Medyczna imienia Piastów Śląskich we Wrocławiu (od 11 grudnia 1989)[15]
- Uniwersytet Medyczny im. Piastów Śląskich we Wrocławiu (od 25 sierpnia 2012)[16]

## Władze
Władze uczelni w kadencji 2020–2024:
- rektor: Piotr Ponikowski
- prorektor ds. nauki: Piotr Dzięgiel
- prorektor ds. dydaktyki: Agnieszka Piwowar
- prorektor ds. klinicznych: Dariusz Janczak
- prorektor ds. strategii rozwoju uczelni: Marzena Dominiak
- prorektor ds. budowania relacji i współpracy z otoczeniem: Tomasz Zatoński

## Poczet rektorów
- Zygmunt Albert (1950–1954)
- Antoni Falkiewicz (1954–1957)
- Bogusław Bobrański (1957–1962)
- Aleksander Kleczeński (1962–1965)
- Tadeusz Baranowski (1965–1968)
- Leonard Kuczyński (1968–1972)
- Stanisław Iwankiewicz (1972–1978)
- Eugeniusz Rogalski (1978–1981)
- Marian Wilimowski (1981–1984, 1984–1987)
- Bogdan Łazarkiewicz (1987–1990)
- Zbigniew Knapik (1990–1993)
- Jerzy Czernik (1993–1999)
- Leszek Paradowski (1996–2005)
- Ryszard Andrzejak (od 2005, zawieszony w 2010, złożył dymisję w kwietniu 2011)
- Marek Ziętek (p.o. od 2010 do kwietnia 2011)
- Jerzy Rudnicki (p.o. od kwietnia do maja 2011)
- Marek Ziętek (od 2011 r. do 18 grudnia 2018 r.)
- Piotr Ponikowski (p. o. od 18 grudnia 2018 do 18 stycznia 2019)[18]
- Halina Grajeta (p. o. od 18 stycznia[18] do 12 lutego 2019̣)
- Piotr Ponikowski (p. o. od 12 lutego 2019[19] do 15 marca 2019[20])
- Marek Ziętek (od 15 marca[20] do 27 sierpnia 2019[21])
- Piotr Ponikowski (p.o. od 27 sierpnia 2019[21]; rektor w kadencji 2020–2024)

## Wydziały i kierunki kształcenia
Obecnie uczelnia daje możliwość podjęcia nauki na dziesięciu kierunkach I i II stopnia oraz jednolitych studiach magisterskich prowadzonych w ramach 4 wydziałów.
- Wydział Lekarski
  - kierunek lekarski

Wydział posiada uprawnienia do nadawana stopnia doktora i doktora habilitowanego nauk medycznych w zakresie medycyny i w zakresie biologii medycznej oraz do nadawana stopnia doktora i doktora habilitowanego nauk medycznych w zakresie stomatologii.
- Wydział Farmaceutyczny z Oddziałem Analityki Medycznej
  - farmacja
  - analityka medyczna
  - dietetyka

Wydział posiada uprawnienia do nadawana stopnia doktora i doktora habilitowanego w zakresie nauk farmaceutycznych.
- Wydział Nauk o Zdrowiu
  - pielęgniarstwo
  - położnictwo
  - fizjoterapia
  - zdrowie publiczne
  - ratownictwo medyczne

Wydział posiada uprawnienia do nadawana stopnia doktora w zakresie medycyny.
- Wydział Lekarsko-Stomatologiczny
  - kierunek lekarsko-dentystyczny

Do 30 września 2019 roku Uniwersytet posiadał strukturę pięciowydziałową. W ramach reformy struktur 1 października 2019 dotychczasowy Wydział Lekarski Kształcenia Podyplomowego został włączony do Wydziału Lekarskiego.

## Uniwersytecki Szpital Kliniczny

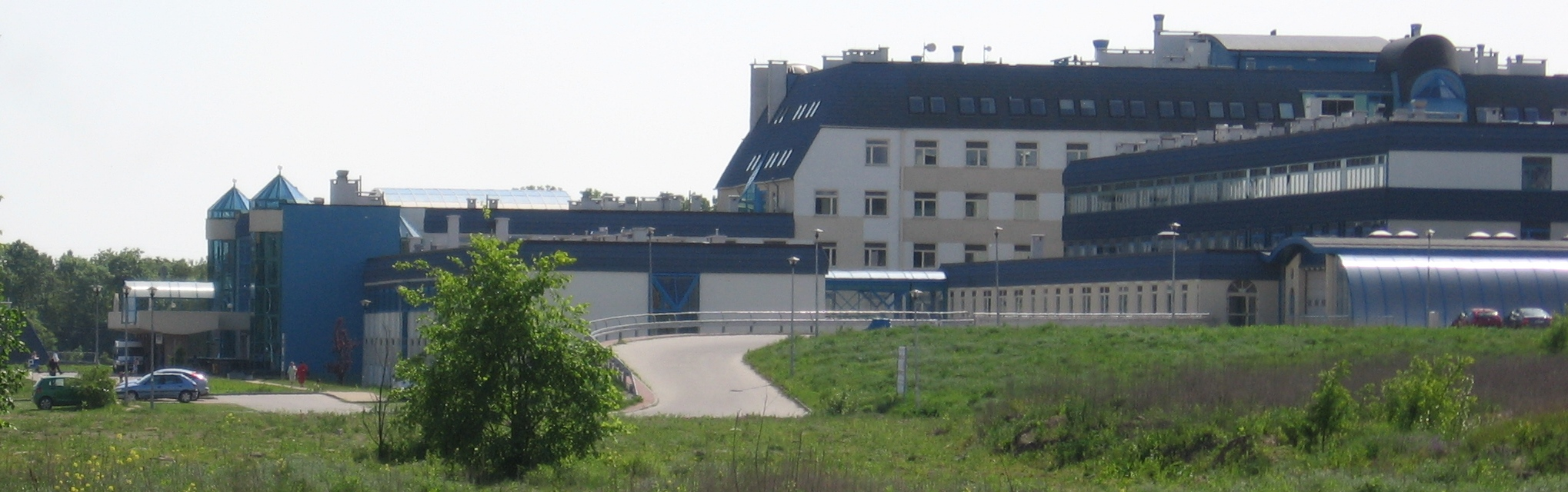
Uniwersytecki Szpital Kliniczny przy ul. Borowskiej

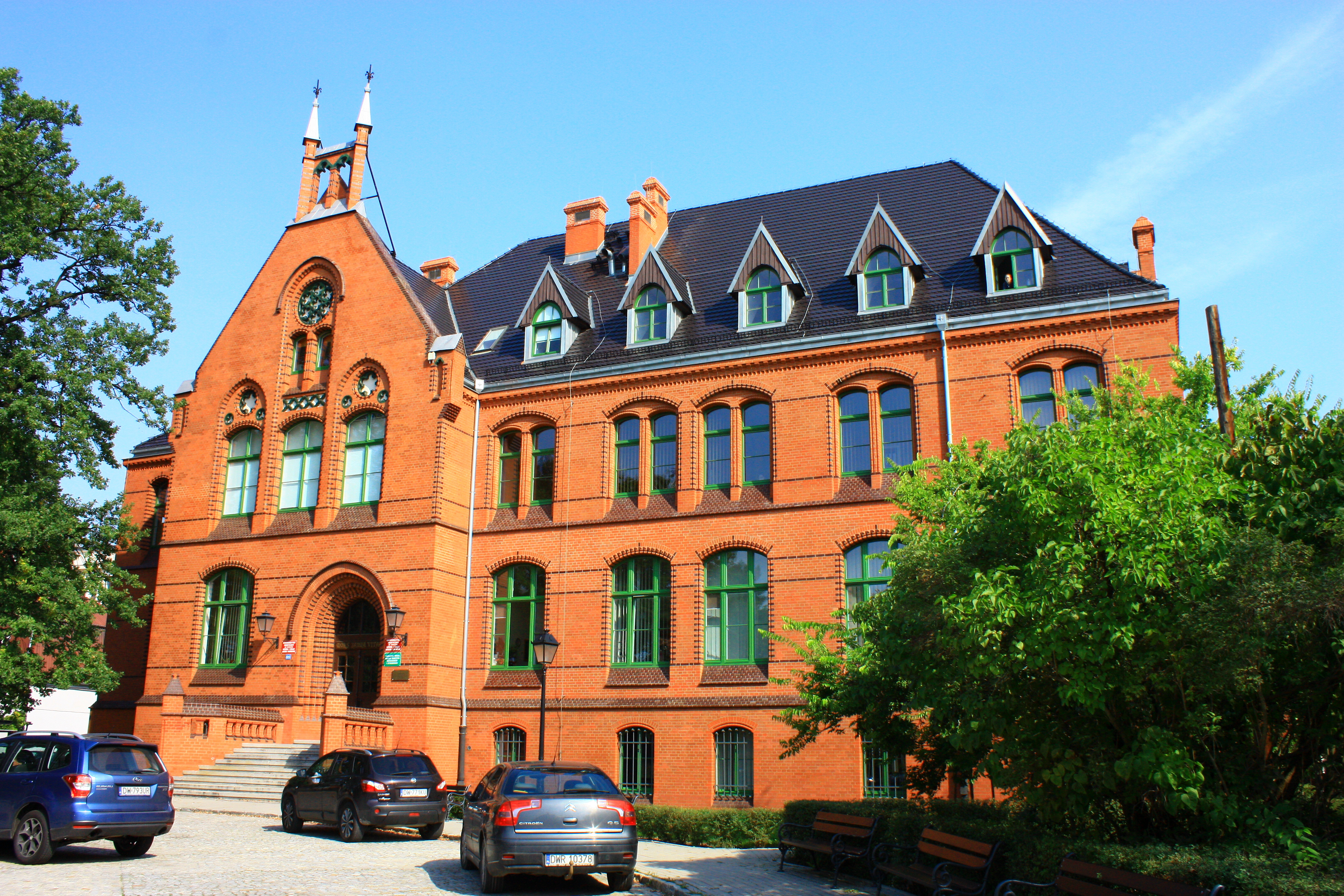
Collegium Anatomicum

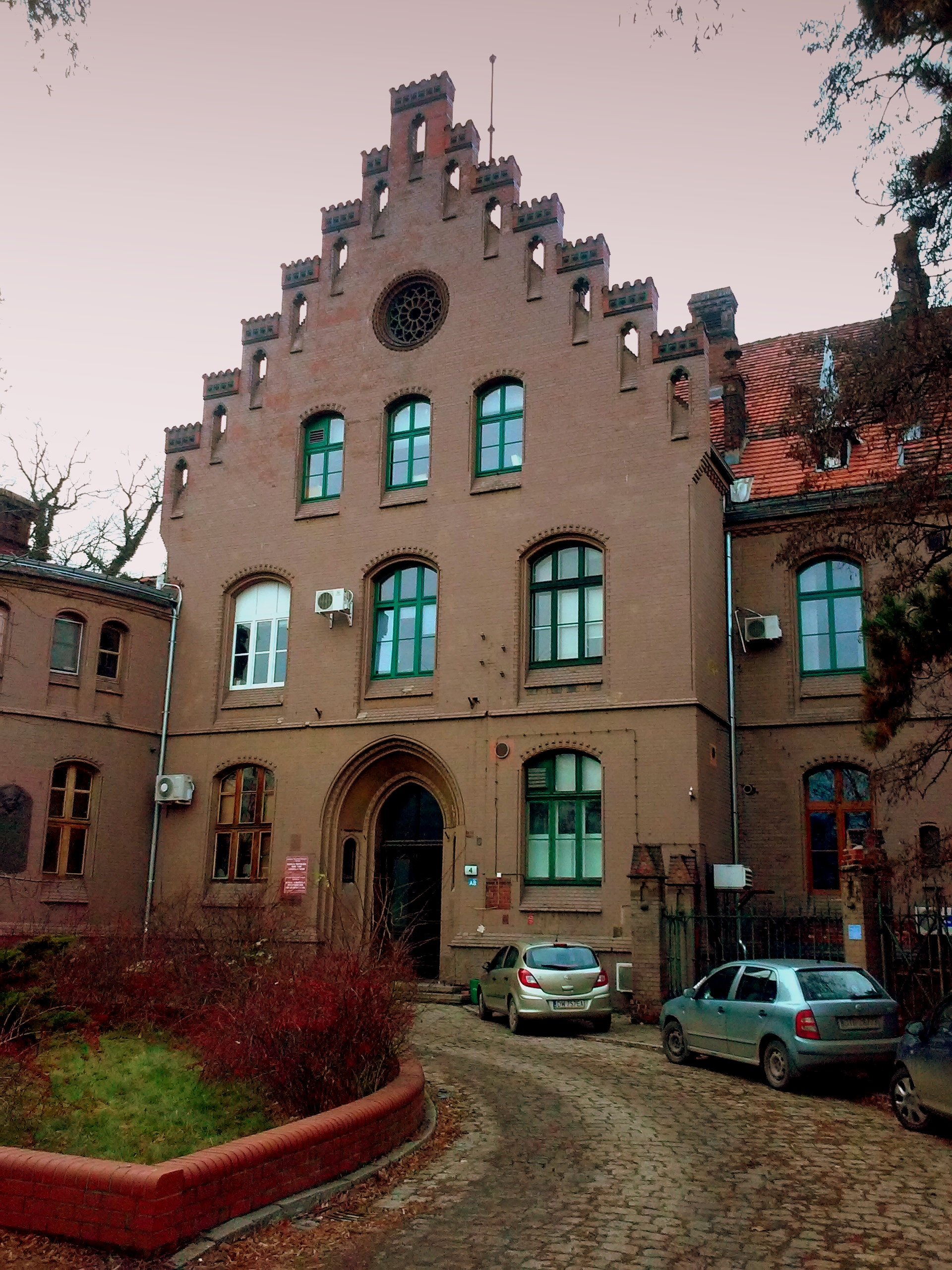
Klinika Hematologii, Nowotworów Krwi i Transplantacji Szpiku oraz Klinika Endokrynologii, Diabetologii i Leczenia Izotopami przy ul. Pasteura 4

Po likwidacji 1 grudnia 2017 roku Samodzielnego Publicznego Szpitala Klinicznego nr 1 wszystkie kliniki zostały włączone w struktury Uniwersyteckiego Szpitala Klinicznego im. Jana Mikulicza-Radeckiego pozostając jednak w dotychczasowej lokalizacji do czasu rozbudowy szpitala przy ul. Borowskiej.
Kliniki funkcjonujące w ramach Szpitala:
- Anestezjologii i Intensywnej Terapii
- Angiologii i Chorób Wewnętrznych
- Chirurgii Naczyniowej, Ogólnej i Transplantacyjnej
- Chirurgii Ogólnej i Chirurgii Onkologicznej
- Chirurgii Ogólnej, Małoinwazyjnej i Endokrynologicznej
- Chirurgii Szczękowo-Twarzowej
- Chirurgii i Urologii Dziecięcej
- Chorób Wewnętrznych i Alergologii
- Chorób Wewnętrznych, Zawodowych, Nadciśnienia Tętniczego i Onkologii Klinicznej
- Dermatologii, Wenerologii i Alergologii
- Diabetologii i Chorób Wewnętrznych
- Endokrynologii, Diabetologii i Leczenia Izotopami
- Gastroenterologii i Hepatologii
- Geriatrii
- Ginekologii, Położnictwa I
- Ginekologii, Położnictwa II
- Hematologii, Nowotworów Krwi i Transplantacji Szpiku
- Kardiochirurgii (w strukturach Instytutu Chorób Serca)
- Kardiologii (w strukturach Instytutu Chorób Serca)
- Medycyny Ratunkowej – Szpitalny Oddział Ratunkowy SOR
- Nefrologii i Medycyny Transplantacyjnej
- Nefrologii Pediatrycznej
- Neonatologii
- Neurochirurgii
- Neurologii
- Okulistyki
- Ortopedii, Traumatologii Narządu Ruchu i Chirurgii Ręki
- Otolaryngologii, Chirurgii Głowy i Szyi
- Pediatrii, Alergologii i Kardiologii
- Pediatrii i Chorób Infekcyjnych
- Pediatrii, Endokrynologii, Diabetologii i Chorób Metabolicznych
- Pediatrii, Gastroenterologii i Żywienia
- Psychiatrii
- Reumatologii i Chorób Wewnętrznych
- Transplantacji Szpiku, Onkologii i Hematologii Dziecięcej
- Urologii (w strukturach Uniwersyteckiego Centrum Urologii)
- Urologii Małoinwazyjnej i Robotycznej (w strukturach Uniwersyteckiego Centrum Urologii)

## Organizacje studenckie
Studenci mają możliwość rozwijania swoich zainteresowań w ramach różnych organizacji studenckich. Są to, między innymi:
- Samorząd Studentów Uniwersytetu Medycznego
- Studenckie Towarzystwo Naukowe Uniwersytetu Medycznego
- Chór „Medici Cantantes” Uniwersytetu Medycznego we Wrocławiu
- Międzynarodowe Stowarzyszenie Studentów Medycyny IFMSA-Poland
- Polskie Towarzystwo Studentów Farmacji
- Polskie Towarzystwo Studentów Stomatologii
- Studenckie Towarzystwo Diagnostów Laboratoryjnych
- Stowarzyszenie Studentów i Absolwentów Uczelni Medycznych „Forum Medicum”
- Zrzeszenie Studentów Polskich
- Europejskie Stowarzyszenie Studentów Medycyny EMSA Wrocław
- Klub Żeglarski „Perła” Uniwersytetu Medycznego we Wrocławiu.